# Carla Overbeck
Carla Werden Overbeck, född den 9 maj 1968 i Pasadena, Kalifornien, är en amerikansk fotbollsspelare. Vid fotbollsturneringen under OS 2000 i Sydney deltog hon i det amerikanska lag som tog silver. 